# Plesiocera rufiventris
Plesiocera rufiventris är en tvåvingeart som beskrevs av Hesse 1956. Plesiocera rufiventris ingår i släktet Plesiocera och familjen svävflugor. Inga underarter finns listade i Catalogue of Life.